# King (Diabolik)
King è un personaggio del fumetto Diabolik creato dalle sorelle Giussani.
La sua prima apparizione risale al celebre albo Diabolik, chi sei? del 1968, nel quale viene narrato per la prima volta il passato del criminale mascherato.

## Il personaggio
Il personaggio appare unicamente nei flashback e nei racconti di Diabolik: in essi si apprende che King era il capo di una potentissima organizzazione malavitosa che aveva come base un'isola sperduta nell'oceano. Gli abitanti di quest'isola erano tutte persone che avevano avuto a che fare con la giustizia ed erano specializzati in un preciso campo: ingegneri meccanici, chimici, chirurghi plastici, tagliatori di pietre e altri.
Fu su quest'isola che il futuro Diabolik, all'epoca solo un bambino in fasce, venne raccolto, orfano unico sopravvissuto ad un naufragio. Il bambino venne così allevato da King sull'isola ed addestrato alle arti criminali. Anni dopo, il giovane, che aveva dimostrato di essere abbastanza portato per la chimica, inventò un modo per rendere la plastica sottile quanto la pelle umana.
King, venuto a conoscenza dell'invenzione, abbindolò il giovane, cui nessuno aveva dato un nome, promettendogli il potere e mostrandogli il suo immane tesoro. Fra le altre cose, King gli mostrò una pantera nera, battezzata Diabolik, che un tempo terrorizzava la sua isola, che lui avevo ucciso ed impagliato. Il ragazzo, infine, riuscì comunque a capire gli scopi del criminale e ad uccidere King.
Le ultime parole che King gli rivolse prima di morire fu:
E infatti il ragazzo, dopo aver creato una delle sue maschere con le fattezze di King e aver rubato una minuscola parte del tesoro, fuggì, adottando il nome di Diabolik, con cui sarebbe in seguito diventato celebre come "Re del Terrore".
Nel cartone animato tratta dal fumetto Diabolik: Track of the Panther, King è il padre adottivo di Diabolik ed ha un altro figlio più grande, Dane, che nella serie animata è l'antagonista principale del protagonista. Questo personaggio non è comunque presente nel fumetto.
Il fisico di King è palesamente ispirato a quello di Adolfo Celi.

## Apparizioni
King è apparso in vari flashback nelle storie di Diabolik, e principalmente negli albi:
- Diabolik, chi sei? (1968): dove l'antieroe racconta al suo arcinemico Ginko il proprio passato.
- Il tesoro di King (1998): qui l'eroe racconta ad Eva l'origine del suo nome e si scontra con un vecchio amico, il professor Wolf, chimico e suo maestro di chimica sull'isola.
- Ritorno all'isola di King (2002): episodio che celebra i quarant'anni del Re del Terrore.
- Il grande Diabolik: L'ombra della luna (2010): viene rivelato il modo in cui Diabolik si imbatte per caso nella temuta pantera nera dal quale "eredita" il nome. Nell'albo viene mostrato come King, ignaro che Diabolik lo stia spiando, uccida la pantera.
- Il Grande Diabolik: La vera storia dell'Isola di King (2014): dove il Prof., vecchio socio e amico di King, per una serie di circostanze si trova prigioniero di Diabolik che, ignaro della sua reale identità lo sostituisce con una delle sue maschere e tenta di derubarlo. Il Prof. tenta di barattare la propria libertà con il rivelare a Diabolik le sue origini, ma viene ucciso dal criminale prima di poter parlare, in quanto Diabolik aveva scoperto il traffico di prostituzione nel quale il Prof. era coinvolto.
- Il grande Diabolik: La maschera e il volto (2017): vengono rivelati alcuni aneddoti sulla gioventù di Diabolik e sul suo rapporto con King e alcuni membri nel "villaggio dei pescatori" nell'Isola di King, oltre al controverso rapporto con il professor Wolf. Viene rivelato lo svolgimento della prima missione che King affidò a Diabolik.

### Volumi Astorina
- Una criminale di nome King

### Film
Nel film Diabolik - Chi sei?, che riprende la trama dell'albo omonimo, King è interpretato da Paolo Calabresi.